# آشاغا کارتاس
آشاغا کارتاس (به لاتین: Ashagakartas) یک منطقهٔ مسکونی در روسیه است که در داغستان واقع شده‌است.